# Marmara Ereğlisi (distrito)
Marmara Ereğlisi é um distrito (em turco:  ilçe) da província de Tekirdağ que faz parte da região de Região de Mármara da Turquia. Em 2011, a sua população distrital era de 21 079 habitantes, dos quais 10 238 moravam em sua capital homônima. Além de sua capital, pertencem a este distrito: Yeniçiftlik, Çeşmeli, Sultanköy, Yakuplu e Türkmeneli.